# Stridsställning
En stridsställning består av flera eldställningar, och det finns även växelstridsställning med en annan plats men samma eldområde och alternativ stridsställning med annat eldområde..

Vanligtvis delar man in stridställningar i två kategorier: 
- En förberedd ställning är exempelvis en skyttegrav, ett stridsvärn eller motsvarande fortifikation.
- En temporär ställning är t.ex. bakom en sten, träd, liggande på marken, knästående på marken, etc.